# Whiteout (meteorologia)

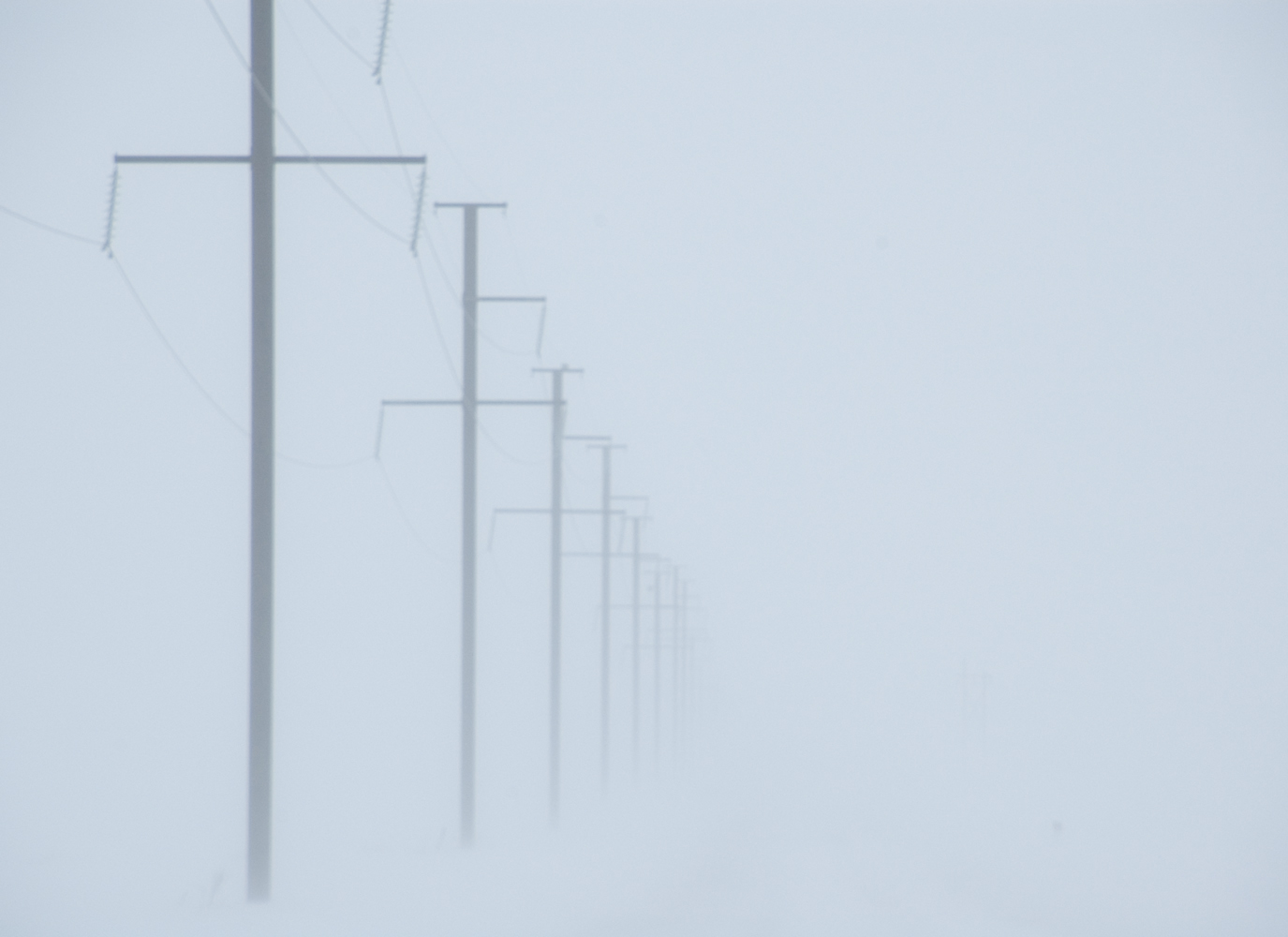
Esempio di whiteout nel Saskatchewan in Canada (marzo 2007)

Il whiteout, noto anche come tempo lattiginoso, è una condizione meteorologica in cui i contorni e i punti di riferimento in una zona coperta di neve diventano quasi indistinguibili. Questo fenomeno può verificarsi anche quando la visibilità e i contorni sono fortemente ridotti dalla sabbia.
Durante un whiteout, l'orizzonte scompare dalla vista mentre il cielo e il paesaggio appaiono privi di caratteristiche, non lasciando punti di riferimento visivi per navigare; non ci sono ombre perché la luce arriva in misura uguale da tutte le possibili direzioni. Il whiteout è stato definito come: "Una condizione di luce diffusa in cui non vengono proiettate ombre, a causa di uno strato continuo di nuvole bianche che sembra fondersi con la superficie nevosa bianca. Non sono visibili irregolarità superficiali della neve, ma un oggetto scuro può essere chiaramente visto. Non c'è un orizzonte visibile.".

## Caratteristiche
Il whiteout presenta diverse caratteristiche uniche che lo distinguono da altre condizioni meteorologiche:
- Visibilità ridotta
Durante un whiteout, la visibilità è ridotta a quasi zero. Questo può rendere estremamente difficile la navigazione e l'orientamento[2].
- Perdita dell'orizzonte
In condizioni di whiteout, l'orizzonte scompare completamente dalla vista. Questo può creare un senso di disorientamento, poiché non ci sono punti di riferimento visivi[3].
- Luce diffusa
Il whiteout è caratterizzato da una luce diffusa, in cui non vengono proiettate ombre. Questo è dovuto a uno strato continuo di nuvole bianche che sembra fondersi con la superficie nevosa bianca[1].
- Superficie nevosa uniforme
Durante un whiteout, non sono visibili irregolarità superficiali della neve. Tuttavia, un oggetto scuro può essere chiaramente visto[4].
- Condizioni di freddo estremo
Le condizioni di whiteout si verificano spesso in condizioni di freddo estremo. Questo può rendere queste condizioni particolarmente pericolose per gli individui non preparati[5].

## Cause
Il whiteout si verifica quando la luce del sole viene riflessa dalla neve caduta e dalla nebbia ghiacciata, creando un uniforme campo visivo di bianco. La mancanza di ombre e contrasti rende impossibile giudicare la profondità e la forma del terreno.

### Effetti sulla navigazione
Il whiteout può rendere la navigazione estremamente difficile. Senza punti di riferimento visivi, gli individui possono perdere il senso dell'orientamento e della direzione. Inoltre, la mancanza di contrasto può rendere difficile distinguere tra terra e cielo.

### Effetti sulla fauna selvatica
Gli animali che vivono in regioni con frequenti condizioni di whiteout hanno sviluppato varie strategie per sopravvivere. Ad esempio, alcuni animali hanno sviluppato pellicce bianche per mimetizzarsi con l'ambiente circostante. Altri hanno sviluppato sensi acuti per navigare senza l'uso della vista.

## Prevenzione e sicurezza
Durante un whiteout, è importante rimanere al sicuro. Alcuni consigli per la sicurezza includono: rimanere dove si è fino a quando le condizioni non migliorano, utilizzare un GPS per aiutare a navigare, e indossare abbigliamento adatto al freddo.

## Storia
Il termine "whiteout" è stato coniato dai primi esploratori polari per descrivere le condizioni di visibilità ridotta che spesso incontravano. Queste condizioni erano particolarmente pericolose per gli esploratori, poiché potevano facilmente perdere il senso dell'orientamento e perdersi.

## Studi
La ricerca sulle condizioni di whiteout è un campo attivo di studio. Gli scienziati stanno cercando di capire meglio come si formano queste condizioni e come possono influenzare il clima globale. Inoltre, stanno studiando come le condizioni di whiteout possono influenzare la navigazione e la sicurezza per lo scopo di trovare soluzioni.